# Porcellio dalensi
Porcellio dalensi là một loài chân đều trong họ Porcellionidae. Loài này được Caruso & Di Maio miêu tả khoa học năm 1990.